# Париж — Шарль-де-Голль
Международный аэропо́рт Пари́ж — Шарль-де-Голль (фр. Aéroport de Paris-Charles-de-Gaulle, ИАТА: CDG, ИКАО: LFPG), известный также под названием Руасси — Шарль-де-Голль (фр. Roissy-Charles-de-Gaulle) — аэропорт Парижа, расположенный в 25 км к северо-востоку от города в регионе Иль-де-Франс, крупнейший аэропорт Франции. Назван в честь первого президента Пятой Республики Шарля де Голля. Официально открыт 8 марта 1974 года. Первый и самый старый терминал в виде шайбы является классическим памятником инженерного дела периода «холодной войны». Новые терминалы 2 и 3 имеют более современное строение и постоянно совершенствуются. Аэропорт динамично расширяется, на 2020 год не все новые терминалы ещё введены в эксплуатацию.
По итогам 2024 года пассажиропоток аэропорта составил свыше 70,2 миллиона человек, а количество взлётов и посадок воздушных судов — более 460 тыс., что делает его 14-м в мире и третьим в Европе (после лондонского аэропорта Хитроу и аэропорта Стамбул) по пассажирской загруженности аэропортом. По размеру грузопотока аэропорт стал в 2012 году 12-м в мире и вторым в Европе (после аэропорта Франкфурта-на-Майне), обработав свыше 2 миллионов тонн груза.
В аэропорту располагается штаб-квартира и главный пересадочный узел национальной авиакомпании Франции Air France. Узловым аэропорт является также для XL Airways France, американской Delta Air Lines и грузовой FedEx Express. Также аэропорт является операционной базой для лоукостеров easyJet и Vueling.
Эксплуатацию и операционную деятельность аэропорта осуществляет компания Aéroports de Paris, являющаяся оператором и двух других аэропортов Парижа — Орли и Ле-Бурже.

## Авиакомпании и направления

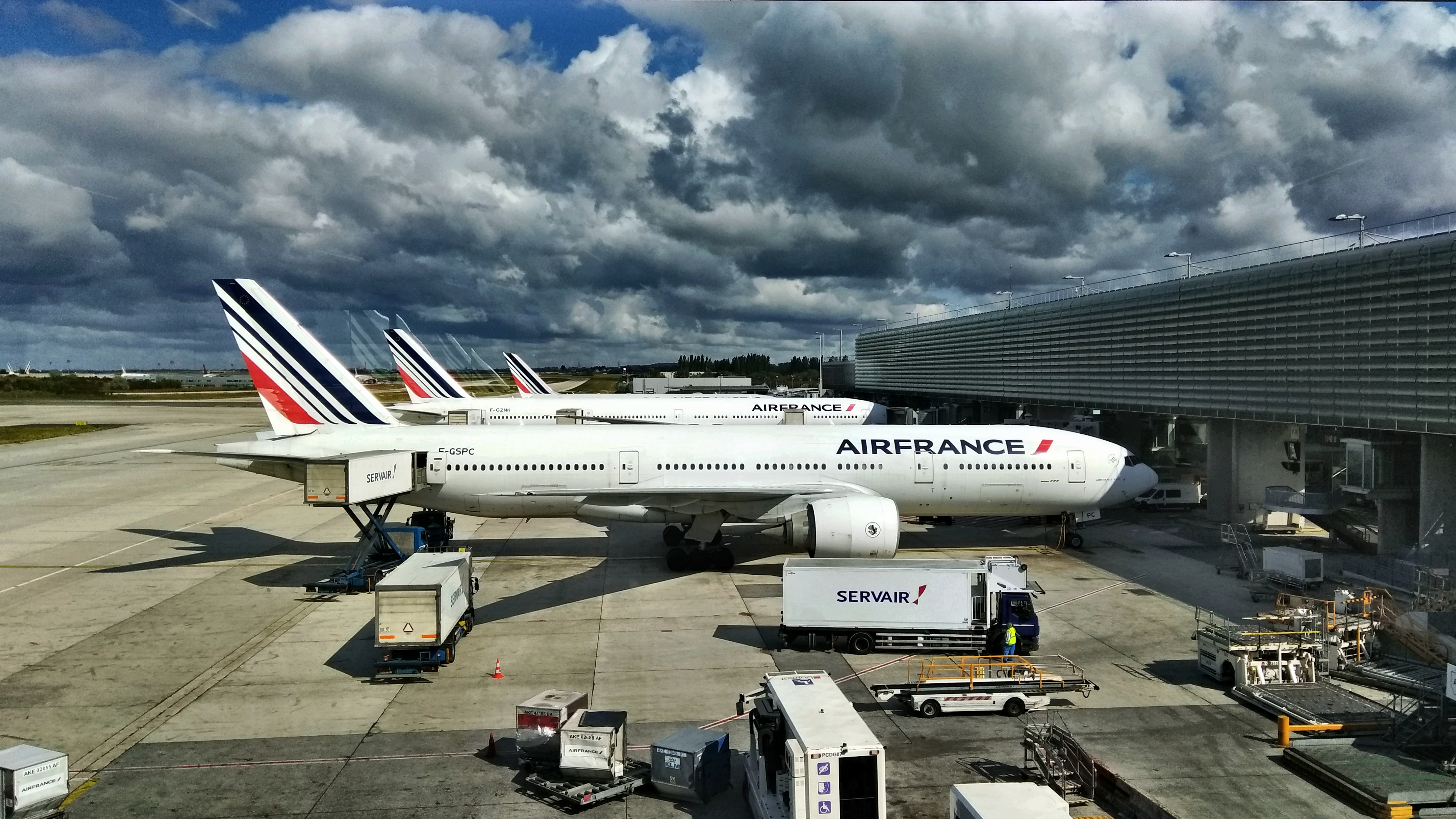
Самолёты компании Air France в аэропорту Шарль-Де-Голль

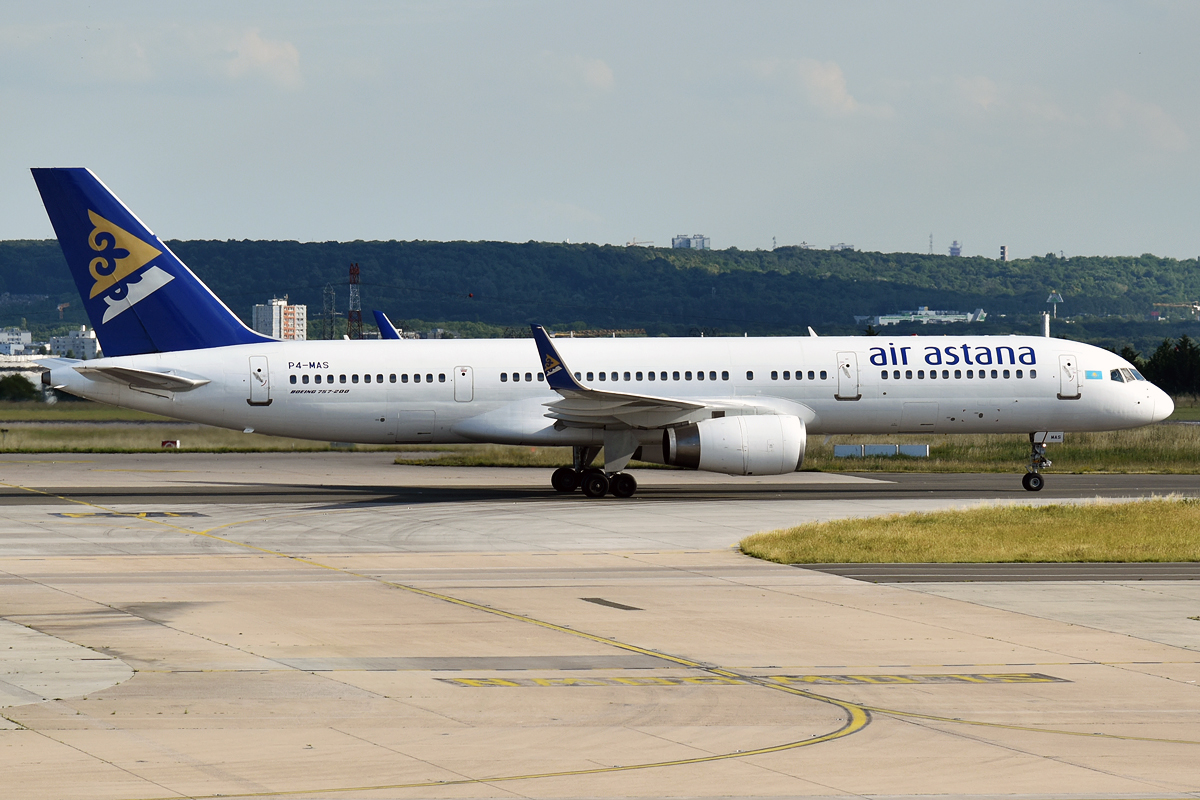
Boeing 757-200 Air Astana в аэропорту Шарль-Де-Голль

## Наземный транспорт

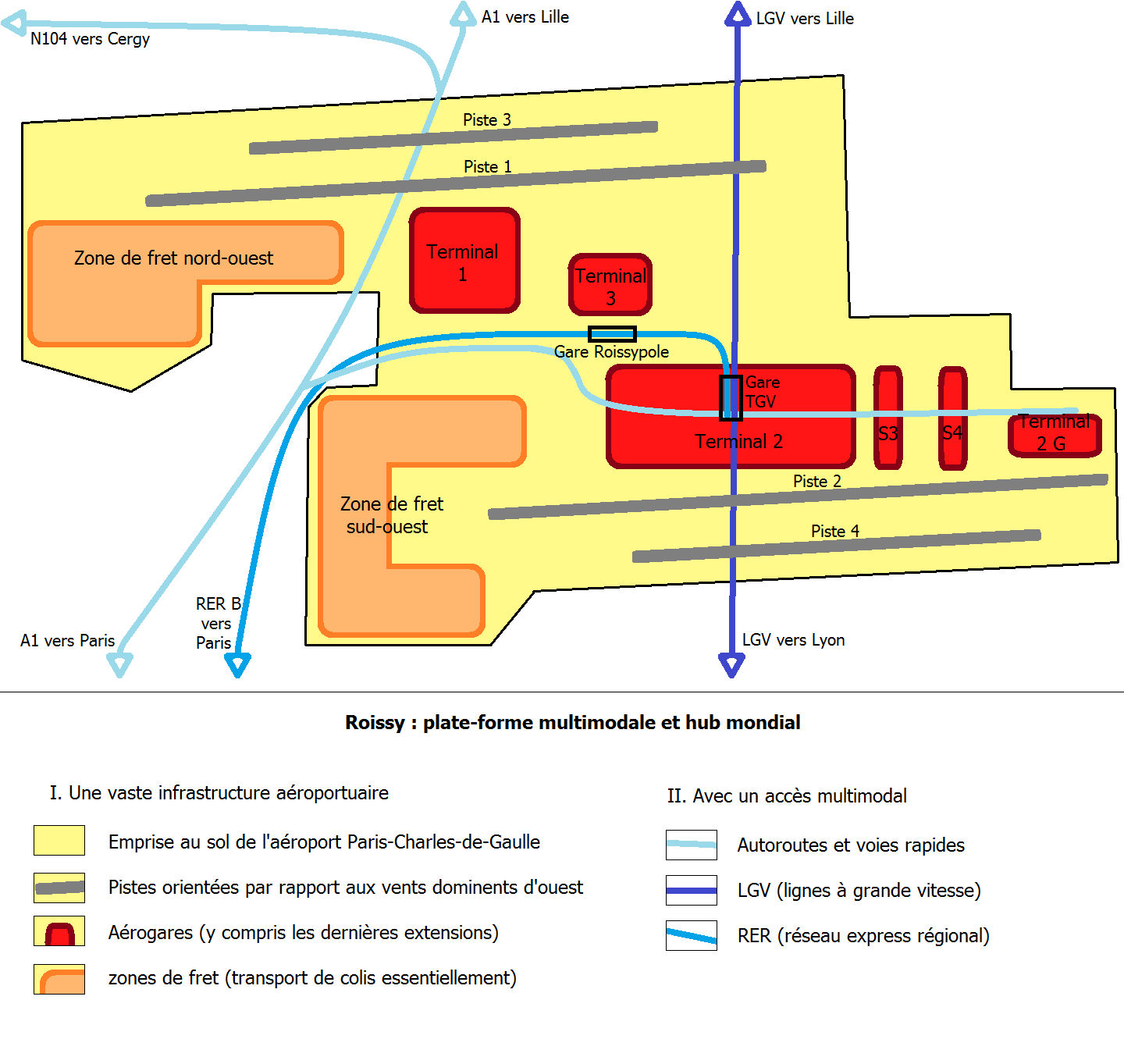
Схема аэропорта

Аэропорт имеет две железнодорожные станции — «Aeroport Charles-de Gaulle 1» и «Aeroport Charles-de Gaulle 2-TGV».
Пригородные поезда системы «RER» (линия B) следуют из аэропорта в центр города и на Гар-дю-Нор (Северный вокзал Парижа). Время в пути около 30 минут, частота следования поездов от 4 до 15 минут. Поезда ходят с 5 утра до полуночи. Линия «RER B» имеет множество пересечений с другими линиями системы RER и линиями метро. Стоимость поездки в любой пункт центра Парижа — 10,3 евро.

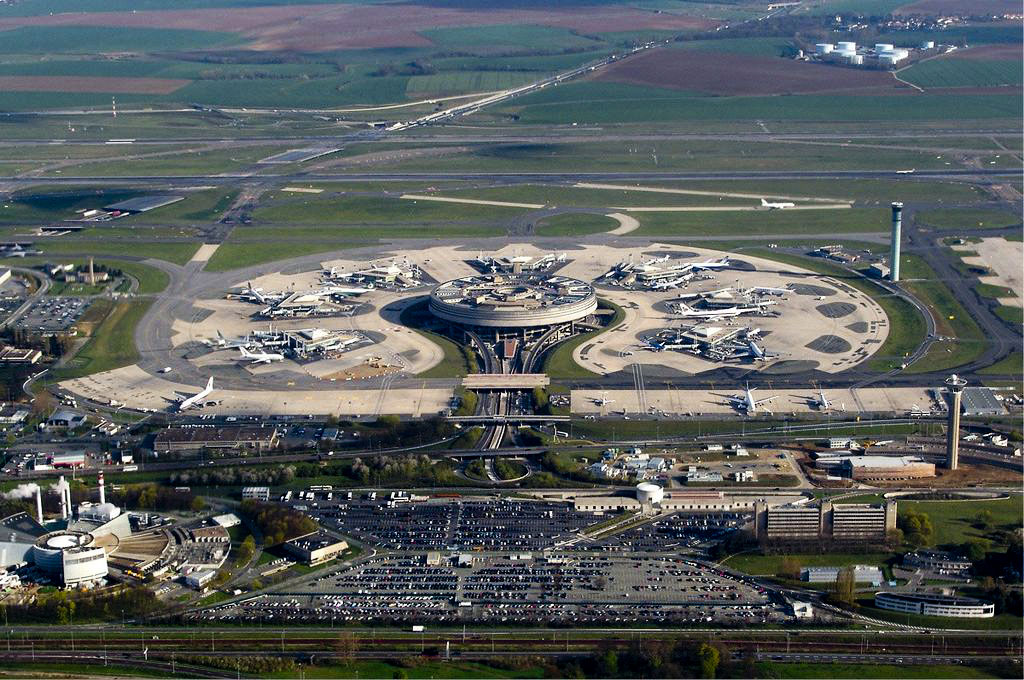
Вид на терминал 1 до его переоборудования

В аэропорту поезда «RER» останавливаются на обеих станциях. Со станции «Aeroport Charles-de Gaulle 1» имеется пешеходный доступ в терминал 3 и автобус-шаттл № 2 в терминал 1. Со станции «Aeroport Charles-de Gaulle 2-TGV» ходит автобус-шаттл № 3 в терминалы 2A, 2B, 2C, 2D, 2F, 2E. Дойти до этих терминалов можно и пешком, переходя из терминала в терминал. При поездке из аэропорта следует иметь в виду, что билетные автоматы принимают монеты и банковские карты только с микрочипом, а очереди в кассу могут быть очень длинными. Размен банкнот на монеты также затруднён. Расписание движения можно посмотреть на http://reiseauskunft.bahn.de и http://www.ratp.fr, выбрать подходящий местный билет или проездной — на http://www.ratp.fr.
Станция магистральных поездов «Aeroport Charles-de Gaulle 2-TGV» расположена между корпусами терминала 2. Доступ к терминалам — с помощью автобусов-шаттлов. С вокзала отправляются высокоскоростные поезда TGV в большинство крупнейших городов Франции, а также в Брюссель. В бельгийскую столицу ходят также высокоскоростные поезда «Thalys». Частота движения по основным направлениям — раз в 1-2 часа. Расписание движения можно посмотреть на http://reiseauskunft.bahn.de, расписание и стоимость проезда — на http://www.sncf.fr.
Из аэропорта в Париж имеется несколько автобусных линий. Обычные городские автобусы ходят с 6 до 21 часа от терминала 3 до вокзала «Est» (маршрут 350) и «Nation» (маршрут 351). Ночной автобус ходит каждые полчаса с полуночи до 4 часов 30 минут от терминалов 1, 2F и 3 до Шатле. Стоимость проезда 8 евро, время пути около часа.
Экспресс в центр города «Roissybus» ходит каждые 15 минут (после 19 часов — каждые 20 минут) с 6 утра до 23 вечера. В Париже он прибывает к агентству «Air France» на улице «Scribe» возле здания Национальной оперы. Стоимость проезда 10 евро, время в пути около часа. Автобусные остановки расположены у каждого из терминалов.
Автобус авиакомпании «Air France» ходит по двум маршрутам. Маршрут № 2 отправляется каждые 15 минут с 6 до 23 часов до площади «Этуаль» и ворот «Maillot». Маршрут № 4 ходит каждые полчаса с 7 до 21 часа до Монпарнаса и Лионского вокзала (Гар-де-Льон). Стоимость проезда 16 евро. Остановки автобуса расположены у каждого из терминалов, за исключением терминала 3, который не обслуживает рейсы «Air France». Ряд отелей отправляют собственные автобусы-шаттлы в аэропорт.
Стойки вызова такси расположены в залах прилёта. Время проезда до центра города в пределах часа, стоимость — около 50 евро. Столько же стоит проезд в аэропорт Орли. C 19 часов вечера до 7 утра, а также по воскресеньям и праздникам цена увеличивается на 15 %. (2018 год — проезд из Шарля де Голля в Орли 78 евро за 43 минуты, такси можно ловить вживую, машины друг за другом подъезжают)
Вблизи аэропорта проходит автострада А1, соединяющая аэропорт с Парижем и другими автострадами. Офисы компаний, предоставляющих автомобили в аренду, расположены в залах прилёта терминалов. Парковка в аэропорту стоит 2,8 евро за час и, в зависимости от выбранной парковки, 12 или 22,5 евро за сутки. Скидки за длительную парковку не предоставляются.
Для переезда в аэропорт Париж-Орли можно воспользоваться автобусами авиакомпании «Air France». Они отправляются от терминалов 1 и 2 каждые полчаса с 6 утра до 22.30 вечера, проезд стоит 19 евро, номер маршрута — 3, багаж перевозится в багажном отделении автобуса, билеты можно купить как в кассе, так и у водителя, причём оплатить даже банковской картой. Альтернативный способ — поездами линии «RER B» до станции «Antony», где пересесть на аэропортовый поезд-шатл «Orlyval». Стоимость проезда 16,7 евро.

## Отели
Отель Sheraton расположен внутри терминала 2. Ещё несколько отелей расположены между терминалами 2 и 3: Kyriad Prestige, Ibis, Novotel, Sofitel, Hilton. Это место называется Roissypole, добраться до него от терминалов можно с помощью автобусов-шаттлов либо специальным мини-поездом CDGVAL между терминалами.
Полный список отелей, расположенных в аэропорту и окрестностях:
1. Hilton Paris Charles de Gaulle Airport
2. Sheraton
3. Paris Charles de Gaulle Airport Marriott Hotel
4. Novotel Convention & Wellness Roissy CDG
5. Suitehotel Paris Roissy CDG
6. Hyatt Regency Paris Charles de Gaulle
7. Park Inn Paris Charles de Gaulle Airport
8. Suites by MdB Hotel
9. Clim’Hotel
10. Roissy France Hotels
11. Hotel des Trois Hiboux
12. Premiere Classe Roissy
13. Novotel Paris CDG Terminal
14. Holiday Inn Paris Charles de Gaulle Airport
15. Premiere Classe Roissy Charles de Gaulle — Paris Nord 2
16. Etap Hotel Roissy CDG Paris Nord 2
17. Millennium Paris Charles de Gaulle
18. Ibis Paris CDG Terminal
19. Ibis Paris Charles de Gaulle Paris Nord 2
20. Mercure Paris Roissy Charles de Gaulle
21. Pullman Paris CDG Airport
22. Comfort Hotel Airport CDG
23. Ibis Paris Roissy CDG
24. Mercure Paris Villepinte Parc des Expositions
25. Suitehotel CDG Paris Nord 2
26. Ibis Paris Villepinte Parc Expo
27. B&B Hotel Roissy CDG
28. Formule 1 Roissy Aeroport CDG PN 2
29. Inter-Hotel Mot’Hotel
30. Kyriad Prestige Roissy[источник не указан 5286 дней]

## Авиапроисшествия и катастрофы
- 25 июля 2000 года при взлёте из аэропорта обломок с американского самолёта McDonnell Douglas DC-10 компании Continental Airlines попал в покрышку «Данлоп» взлетавшего «Конкорда» Air France, выполнявшего межконтинентальный рейс Париж — Нью-Йорк. Покрышка лопнула на взлёте, кусок армированного корда отлетел в крыло, повредил обшивку и вызвал утечку топлива, что привело к пожару. Воспламенившийся керосин стал причиной срабатывания пожарной сигнализации двигателя № 2. Через несколько секунд после отрыва от ВПП по причине продолжающегося пожара отказал двигатель № 1. Тяги двух двигателей правого крыла не хватило, самолёт с полной заправкой — 119 тонн топлива — рухнул на гостиницу в пригороде Парижа. Погибли все 100 пассажиров на борту, 9 членов экипажа и ещё 4 человека в пригородной гостинице. Это крупнейшая в мире катастрофа сверхзвукового самолёта и единственная катастрофа «Конкорда».
- Авария Боинг 747 в Париже.
- 23 мая 2004 — обрушилась крыша терминала 2E. Погибли 4 человека (два гражданина Китая, один гражданин Ливана и один гражданин Чехии).

## Статистика
Данные из запроса в Викиданные.

## Аэропорт в культуре
- Футуристический дизайн аэропорта, наклонные стеклянные галереи по которым пассажиры перемещаются с уровня на уровень, регулярно привлекает внимание деятелей кино. В аэропорту снимались некоторые сцены фильмов «Экипаж» и «Дознание пилота Пиркса».
- Аэропорт является основным местом действия франко-британского фильма «История любви».
- Также виды аэропорта использованы для оформления обложки диска «I Robot» музыкальной группы The Alan Parsons Project.